# Kopfnuss (Körperstrafe)
Eine Kopfnuss, auch häufig bezeichnet als Katzenkopf, ist ein Schlag mit der geschlossenen Faust auf den Seiten- oder Hinterkopf, wobei bevorzugt mit den Fingerknöcheln Kontakt hergestellt wird. In der Oekonomischen Encyklopädie von Johann Georg Krünitz aus dem Jahr 1858 heißt es zur Kopfnuss: „In den niedrigen Sprech-Arten, eine figürliche Benennung eines Stoßes an den Kopf. Es setzt Kopfnüsse, Stöße oder Schläge an den Kopf.“
Eine gewisse Rolle hat die Kopfnuss lange Zeit als Körperstrafe in der Schule gespielt. (Im 18. Jahrhundert soll der schwäbische Schulmeister Johann Jakob Häuberle einer fragwürdigen, aber oft wiederholten, Geschichte zufolge, während seiner 51-jährigen Dienstzeit nicht weniger als 1.115.800 Kopfnüsse verteilt haben, was damit, knapp vor seinen 911.527 Stockschlägen, seine häufigste Strafe war.) Heute ist diese „pädagogische Maßnahme“ in Deutschland nach § 1631 Abs. 2 BGB verboten (siehe Züchtigungsrecht). Dieser Schlag mit den Fingerknöcheln auf Stirn oder Hinterkopf wurde literarisch erwähnt als Katzenkopf in Kurt Tucholskys Kurzgeschichte „Wo kommen die Löcher im Käse her –?“ und in Karl Mays Selbstbiografie (Zitat: Und es gab Augenblicke, in denen ich wirklich der Überzeugung war, alle diese Püffe, Stöße, Hiebe und Katzenköpfe nur zum Wohle und zur Rettung des Königs von Sachsen und seines Ministeriums empfangen zu haben!).